# Felipe López (novillero)
Felipe López Licea (Azcapotzalco, México, D.F., 23 de agosto de 1921)  novillero mexicano activo en los años 40 del siglo XX. Se distinguió como "El Mago de la Muleta" por su manera expresiva de torear. Dejó impresión duradera con la actuación que los medios informativos llamaron "La Faena Cumbre".

## Novillero
Inició su aprendizaje taurino a temprana edad, simulando las embestidas del toro en las prácticas diarias de su hermano Valeriano López, quien era entonces aspirante a matador.
Se adiestraba con los trastos de torear y dominó los principios básicos de la lidia en los terrenos del Molino del Rey. Entre los compañeros que entrenaban ahí se encontraban los hermanos Armando e Ignacio Espino, Joaquín Granada "El Yesero", José Juárez "El Gitanillo" y Gabriel Soto, torero con alternativa.
Se va fogueando en el rastro con astados arreados en el jaripeo del lienzo charro de la Asociación Metropolitana, ganado que posteriormente sería enviado al matadero.
En el rastro de Tlalnepantla se ejercitaba con la puntilla.
En el rastro de la Ciudad de México practicaba con capote y muleta. Entre el lodo y el estiércol, afrontaba peligrosamente ganado criollo, cebú, morucho y a veces bravo. Ahí lidió toros casi siempre de embestida medrosa; muy corta, que al tomar el engaño brincan en forma descompuesta sin constancia en la pelea. Con frecuencia le salían bureles muy toreados y marrajos. Pocas veces le tocaron astados nobles. Así, en condiciones tan adversas, desarrolló la habilidad y el ánimo que le permitieron el dominio de los toros con la muleta.
Su manera de hacer el toreo con la muleta fue muy expresivo. El público se lo reconoció nombrándolo "El mago de la muleta".

### Debut
En 1940 hizo el paseíllo en traje de luces y se presentó por primera vez ante el público como novillero en la Plaza de toros de Tlaxcala, Tlaxcala, alternando con Miguel Montes y Antonio Tapia.

### Espontáneo del Toreo
En 1941 se lanzó de espontáneo al ruedo del Toreo de la Condesa para intentar algunas suertes con un toro que le correspondía a Félix Guzmán. Estando la figura de espontáneo prohibida por el reglamento, fue detenido por las autoridades. La multa para salir de la comandancia la pagó el Matador Juan Silveti en un gesto de nobleza muy taurino. Debido a la expectativa que generó en el público, Felipe López fue anunciado para la corrida del 16 de noviembre en la plaza de toros de Azcapotzalco como “Espontáneo del Toreo”, ver cartel aquí.
Felipe López y Félix Guzmán frecuentaban la sastrería de toreros de Don Ignacio “Nachito” Inzunza en la privada de Vizcaínas, donde obtenían el traje y avíos para sus actuaciones. A pesar del incidente cultivaron siempre un trato cordial.

### Disputa del título de Novillero 1944
En diciembre de 1943 la revista taurina "Sol y Sombra" dedicó su portada a Felipe López, Alfonso Ruiz y José Covarrubias. La publicación, referente de la Época de oro del toreo mexicano, se pregunta quién será el "Novillero 1944", con motivo de la corrida en la plaza de toros de Puente de Vigas donde próximamente se disputaría dicho título.
La editorial recomienda a la afición taurina no olvidar las caras de la portada y describe a Felipe López al pie de su retrato con las siguientes palabras:

"Felipe López. - Posee vigorosa personalidad que lo destaca. Entiende la lidia, teniendo poco que aprender. Realiza con hondura todas las suertes."

En febrero de 1944 la revista taurina "Sol y Sombra" publicó el cómputo de votos, al 21 de febrero, para elegir al "Novillero 1944" en el concurso regional de la plaza de toros La Morena. Felipe López ocupa hasta el momento la segunda posición, superando a Ismael Padilla. La delantera la lleva Paquito Casado.

## Manera de torear
En febrero de 1944 el periódico especializado “Torerías” le dedicó en la segunda plana un reportaje donde describe su manera de torear:

"Felipe López … desde ahora apunta como un dominador y un maestro. Entre los novilleros es lógico encontrar la virtud y el valor, pero siempre es difícil y se registra como un caso aislado, el hecho de que desde sus primeros pasos se destaque un novillero dominador. Mandón con la muleta, Felipe se hace de sus enemigos rápidamente, entiende la lidia y sabe cómo meter al toro en el trapo rojo para después estirarse en pases torerísimos."

## Festejos taurinos
Entre otras actuaciones se tienen referencias a sus presentaciones en los redondeles de:
Plaza de toros de Atzcapotzalco
- 16 de noviembre de 1941. Torea en Azcapotzalco, México, D.F., alternando con Marino Villegas, Isidro Paredes y Vicente Maldonado “Tato II”. Bureles de la casta de Voxay. Por esta actuación repite en el cartel del 23 de noviembre.
- 23 de noviembre de 1941. Con ganado de Cerro de Santiago y alternando con Armando Espino, Isidro Paredes y Joaquín Granada. Tras diversas actuaciones se convierte en uno de los novilleros favoritos del público de esta plaza, presentándose frecuentemente.
- 18 de enero de 1942. Reaparece alternando con Fernando Gutiérrez “El Estudiante”. Astados del hierro de Precilla.[12]
- 8 de marzo de 1942. Torea con Fidencio Mata y Regino Maldonado “Tato III“, toros de la ganadería guanajuatense de San Pedro de Almoloyan.[13]
- 9 de agosto de 1942. Alternando con Fidencio Mata, José Juárez “El Gitanillo” y Rafael Victoria. Astados del hato de Ecatepec.

Plaza de toros de Omealca
- 21 de marzo de 1942. Feria de Omealca, Veracruz. Éxito artístico de Felipe López y Gregorio Puebla "Pueblita".[14]
- 22 de marzo de 1942. Se lució este domingo alternando con Gregorio Puebla "Pueblita" y María Olguín "La Cordobesita".[15]

Plaza de toros de Tultepec
- 10 de enero de 1943. Se presenta en Tultepec, Edo. de Méx.. Mano a mano con Carlos Caballero "El Ojitos" y de sobresaliente Manuel Rivas. Toros de la divisa de Almoloyan.[16]
- 17 de enero de 1943. Mano a mano con Ignacio Reséndiz. Despacharon Reses de La Encarnación.[17]
- 31 de enero de 1943. Reaparece alternando con José Suárez, Antonio López y Mauro Vázquez ante ejemplares de la ganadería de Piedras Negras.[18]

Plaza de toros de Tezontepec
- 4,5 y 6 de febrero de 1943. Feria de Tezontepec de Aldama, Hidalgo. Actuaciones exitosas con Gregorio Puebla y Antonio Tapia.[19]

Plaza de toros de Puente de Vigas "Esteban García"
- 4 de abril de 1943. Lidia en Tlalnepantla, Edo. de Méx., sus alternantes son Felipe Romero, Jorge Ortiz y Fidencio Mata. Bureles del Estado de Tlaxcala.

- 24 de octubre de 1943. Es anunciado como "El de la faena cumbre".[2] Torea alternando con Gregorio Puebla, José Juárez “El Gitanillo” y Ángel González "El Arriero".[20] Toros del hato de Don Toribio Chávez.[21]

- 28 de noviembre de 1943. Mano a mano con Francisco Castellanos.

Plaza de toros La Morena "Antesala del Toreo"
- 16 de mayo de 1943. Cuauhtémoc, México, D.F., auténtico mano a mano con Gregorio Escobar. Astados de la ganadería de Malpaso.

Plaza de toros Colón de Querétaro
- 16 de enero de 1944. Se presenta en Querétaro, Qro., disputando una medalla de platino en mano a mano con Gregorio Puebla. Sobresaliente: Jesús González “Terremotito”. Los astados fueron de la ganadería de Don Toribio Chávez.

## En el arte
En 1943, siendo ya un torero de técnica y destreza reconocidas, los carteles taurinos hacen gala de presentarlo como "El de la Faena Cumbre" o "El Mago de la Muleta" sin menoscabo de distinguirse como "Cartelazo".
En recuerdo de su faena cumbre, Enrique Cortés "El Juchi" le dedicó un lienzo al óleo. Así mismo, el maestro Samuel Robledo, novillero en retiro, ha pintado dos óleos en recuerdo de sendas faenas. Obras de estos maestros se exponen en el Museo Taurino de Huamantla.